# Định Tiến
Định Tiến là một xã thuộc huyện Yên Định, tỉnh Thanh Hóa, Việt Nam.
Xã Định Tiến có diện tích 10,34 km², dân số năm 1999 là 7692 người, mật độ dân số đạt 744 người/km².